# Lancia Delta
O Lancia Delta é um automóvel hatchback compacto produzido pela fabricante italiana Lancia, com a primeira geração sendo produzida entre 1979 e 1994, a segunda geração entre 1993 e 1999, e a terceira geração entre 2008 e 2014. Foi exibido pela primeira vez no Salão do Automóvel de Frankfurt, em 1979. O Delta é mais conhecido por sua carreira no Campeonato Mundial de Rali no final de 1980 e início de 1990, quando dominava os ralis.

## Galeria
- Primeira geração (1979–1994)
- Segunda geração (1993–1999)
- Terceira geração (2008–2014)